# Cencenighe Agordino
Cencenighe Agordino – miejscowość i gmina we Włoszech, w regionie Wenecja Euganejska, w prowincji Belluno.
Według danych na styczeń 2009 gminę zamieszkiwały 1454 osoby przy gęstości zaludnienia 80,8 os./1 km².

## Współpraca
- Massaranduba, Brazylia